# Tolnai Tibor (sakknagymester)
Tolnai Tibor (?, 1964. szeptember 23. –) magyar sakkozó, nemzetközi nagymester, sakkolimpikon, sakkcsapat világbajnokságon egyéni bronzérmes, pókerversenyző.
Felesége Grábics Mónika női nemzetközi sakknagymester.

## Sakkozói pályafutása
Több alkalommal jutott be a magyar sakkbajnokság döntőjébe, ahol két alkalommal, 1989-ben és 1995-ben bronzérmet szerzett.
1990-ben szerezte meg a nemzetközi nagymesteri fokozatot.
A 2016. áprilisban érvényes Élő-pontértéke 2464. A magyar ranglistán az aktív játékosok között a 36. helyen áll. Legmagasabb pontértéke az 1998. januárban elért 2560 volt. 

### Csapateredményei
1990-ben tagja volt a magyar válogatottnak a Sakkolimpián, valamint 1989-ben, a sakkcsapat világbajnokságon 4. helyen végzett magyar válogatottnak, amely versenyen a mezőnyben a 3. legjobb eredményt érte el.
1989-ben és 1992-ben a Sakkcsapat Európa-bajnokságon játszott a magyar válogatottban.
1992 és 1999 között öt alkalommal vett részt a Budapesti Honvéd sakkcsapatával a Bajnokcsapatok Európa Kupájában, melyek közül 1993-ban a 2. helyen végeztek.
1990-ben a 2., 1993-ban az 1. helyen végzett magyar válogatott tagja volt a MITROPA Kupa versenyen.

### Kiemelkedő versenyeredményei
- 1. helyezés: Open in Dortmund (1987)
- 2-5. helyezés: Naleczów (1987)
- 1. helyezés: Wiesbaden (1988)
- 1. helyezés: Dortmund B (1988)
- 1. helyezés: Dortmund A (1989)
- 1. helyezés: Kecskemét (1990)
- 2. helyezés: Budapest (1990)
- 2. helyezés: Budapest (1992)
- 1. helyezés: Balatonberény (1992)
- 2. helyezés: Pirc-emlékverseny Maribor (1993)
- 2-3. helyezés: FS08 GM Budapest (1993)
- 2. helyezés: Balatonberény (1993)
- 2. helyezés: Budapest (1993)
- 1. helyezés: Balatonberény (1996)
- 2-3. helyezés: FS03 GM Budapest (1996)
- 1-3. helyezés: FS04 GM Budapest (2000)
- 3. helyezés: Balatonlelle (2004)[8]

2004 óta lényegében csak csapatbajnoki mérkőzéseken játszik.

## Pókerversenyzői pályafutása
1995 óta vesz részt pókerversenyeken. Legnagyobb sikerei:
- 1. helyezés: Párizs (1997) Autumn Grand Prix
- 2. helyezés: Amszterdam (1997) Master Classics of Poker
- 1. helyezés: Bregenz (1997), European Tour Festival
- 2. helyezés: Nova Gorica (2000), Torneo Di Poker 2000
- 3. helyezés: Bécs (2000), Austrian Masters
- 3. helyezés: Bécs (2001), Vienna Spring Festival
- 1. helyezés: Bregenz (2005), Bregenz Open
- 2. helyezés Budapest (2006), Budapest Poker Open
- 1. helyezés: Innsbruck (2009), CAPT Innsbruck

A magyar pókerversenyzők között a nyereményei alapján a 18. helyen áll (2014 június).
A 2004-ben a tévés pókerközvetítések első szakkommentátora volt, ebben a szerepében őt váltotta Korda György.